# Landquart (gemeente)
Landquart is een gemeente in het Zwitserse kanton Graubünden. De gemeente telt ongeveer 9.000 inwoners.

## Geschiedenis
Op 1 januari 2012 fuseerde de toenmalige gemeenten Igis met Mastrils tot de gemeente Landquart.